# NeoParadise
neoParadise war eine Late-Night-Show, die vom 6. Oktober 2011 bis zum 24. Januar 2013 jeden Donnerstag um rund 22:15 Uhr auf ZDFneo gesendet wurde. Moderiert wurde sie von Joko Winterscheidt und Klaas Heufer-Umlauf, besser bekannt als das Duo Joko und Klaas. Das Konzept der Show basiert im Wesentlichen auf dem von MTV Home und sie wurde auch vom selben Team produziert. Die Show wurde eingestellt, da Winterscheidt und Heufer-Umlauf einen Exklusivvertrag bei ProSieben unterzeichneten, wo das Format von Februar 2013 bis zum Juni 2017 in ähnlichem Konzept unter dem Titel Circus HalliGalli weitergeführt wurde.

## Aufbau der Sendung
Nach einem kurzen Stand-Up-Auftritt beider Moderatoren wechselten sich Einspieler und Interviews mit prominenten Gästen ab. Die Moderation der Sendung und die Einspieler zeichneten sich durch ironische Rivalitätskämpfe zwischen Winterscheidt und Heufer-Umlauf aus, die sich in Kategorien wie Bis einer heult oder Wenn ich Sie wäre maßen. Außerdem wurden aktuelle politische und mediale Ereignisse satirisch aufgegriffen und immer wieder popkulturelle Zitate eingebaut. Palina Rojinski fungierte, anders als zuvor in MTV Home, nicht mehr als Co-Moderatorin, sondern hatte nur noch unregelmäßige Gastauftritte. Fester Bestandteil des neoParadise-Ensembles waren außerdem der Singer-Songwriter Olli Schulz, der Kabarettist Serdar Somuncu sowie die Schauspielerin Violetta Tarnowska Bronner, die als Oma Violetta sowohl für Staunen als auch für absurde, teilweise dadaistische Einspieler verantwortlich ist. Aufgezeichnet wurde die Sendung in der Fernsehwerft in Berlin. Im Gegensatz zur Vorgängershow MTV Home gab es bei neoParadise Zuschauer im Studio.

## Ausstrahlung
Die Show wurde zunächst donnerstags um 22:25 Uhr ausgestrahlt, bis ab dem 15. Dezember 2011 der Ausstrahlungszeitpunkt der Sendung auf 22:40 Uhr nach hinten verlegt wurde. Die Sendezeit wurde im Zuge dessen von 45 auf 50 Minuten angehoben. Ab dem 19. April 2012 erhielt die Show wieder einen früheren Sendeplatz um 22:15 Uhr, die Sendezeit wurde wieder auf 45 Minuten gekürzt.

## Kritik
Das ZDF, Joko Winterscheidt und sein Kollege Klaas Heufer-Umlauf mussten im Oktober 2012 schwere Kritik, besonders im Internet, einstecken. Die beiden Moderatoren waren im Rahmen ihrer Fernsehsendung neoParadise auf der IFA. Heufer-Umlauf stellte Winterscheidt die Aufgabe, er solle als Anlehnung an eine Aufgabe aus der ProSieben-Show Joko gegen Klaas – Das Duell um die Welt einer Messehostess an die Brüste und an das Gesäß fassen, woraufhin Winterscheidt diese Berührungen andeutete. Das ZDF wies den Vorwurf des „Busen-Grapschens“ zurück. „Die Messehostess wurde von Herrn Winterscheidt nicht angefasst. Die Szene wurde mit ihrem Einverständnis gesendet“, erklärte der Sender. Die beiden Moderatoren entschuldigten sich nach der Kritik für diesen Vorfall.

## Feste Rubriken und Elemente der Sendung
- Interview an der Bar: Einige Gäste wurden zusätzlich oder nur an der Bar interviewt.
- Interview in der Besenkammer: In einigen Sendungen befand sich ein Gast „zufällig“ im Schrank und wurde dort von Heufer-Umlauf oder Winterscheidt kurz interviewt.
- Schrank-Band: In jeder Sendung gab es eine neue „Band im Schrank“, die in einem Schrank auf ihren Auftritt wartete. Die Bands spielten, um die „Werbepausen“ einzuleiten oder die kurze Pause zwischen zwei Gästen oder einer Aktion zu überbrücken. Die Band wurde dann wieder von Violetta Tarnowska Bronner (Oma Violetta) zurück in den Schrank getrieben.
- Musik-Performances: In jeder Sendung traten zum Schluss neben der „Schrank-Band“ weitere Musiker auf.
- Wenn ich Sie wäre: War die Nachfolgerubrik von Wenn ich du wäre. Auch hier handelte es sich wieder um einen Zweikampf: Winterscheidt und Heufer-Umlauf „tauschten“ ihre Persönlichkeiten und mussten abwechselnd all das machen, was der jeweils andere sagte. Ziel war es, die Aufgabe so zu gestalten, dass der andere sich weigerte sie auszuführen, was zur Niederlage führte.
- Bis einer Heult: War die Nachfolgerubrik von Aushalten. Auch hier handelte es sich wieder wie damals um einen Zweikampf. Es ging darum, schwer zu ertragende Dinge möglichst lange auszuhalten. Wer das Geforderte nicht mehr ertrug, verlor.
- Erotik aus Deutschland mit Oliver Marc Schulz: Die Rubrik von Olli Schulz, in der er anrüchige bis vulgäre Gedichte, Reime und Geschichten mit überwiegend sexuellem Inhalt vortrug.
- Aufzeichnungen aus dem Kellerloch: In dieser Rubrik rechnete Serdar Somuncu (ein „Mitbewohner“, welcher im „Keller“ wohnt) mit Prominenten und Fernsehsendungen ab.
- Werbung: Hierbei handelte es sich um fiktive Werbespots, in denen eigene Produkte oder Marken der Sendung beworben wurden, die man nicht erwerben kann. Die Werbespots wurden meist von Rojinski gespielt.
- Wünsche die du niemals hattest: Winterscheidt und Heufer-Umlauf kamen zu verschiedenen Bewerbern und erfüllten diesen vermeintliche Wünsche, die sie niemals hatten.

## Einschaltquoten
Die Auftaktsendung lag mit einem Marktanteil von 0,1 Prozent (Gesamtzuschauer) bzw. 0,2 Prozent (Zuschauer zwischen 14 und 49 Jahren) unter dem Senderschnitt von jeweils 0,3 Prozent.
Die dritte und letzte Staffel erreichte im Durchschnitt 0,3 Prozent der Gesamtzuschauer bzw. 0,5 Prozent der Zuschauer zwischen 14 und 49 Jahren und lag damit ebenfalls unter dem Senderschnitt, der mittlerweile 0,5 Prozent in beiden Gruppen betrug. Die quotenstärksten Ausgaben erreichten Marktanteile bis zu 0,5 Prozent bzw. 0,9 Prozent der Zielgruppe.

## Zusammenfassung der einzelnen Folgen
| Folge | Erstausstrahlung | Gäste                                                                        | Schrank-Band               | Sonstiges |
| ----- | ---------------- | ---------------------------------------------------------------------------- | -------------------------- | --- |
| 1.    | 6. Okt. 2011     | Beatsteaks, Thees Uhlmann und Flo Mega                                       | Kapelle Petra              | Jokos spektakulärer Eishockey-Crash-Krankenhausaufenthalt; In Vino Veritas (Straßenumfrage unter Berliner Clubgängern); „Werbung“                                                                                       |
| 2.    | 13. Okt. 2011    | Herbert Grönemeyer, Olli Schulz, Brian Fallon und Chuck Ragan                | Pickers                    | Bis einer heult (Pfahlsitzen; mit Gast Money Boy); Erotik aus Deutschland mit Olli Schulz; „Klaas scheißt Tim Mälzer zusammen“; Joko tanzt; „Werbung“                                                                   |
| 3.    | 20. Okt. 2011    | Eva Padberg, Die Atzen und Mimi                                              | Die Kassierer              | „Joko kreiert die Gesichter der Occupy-Bewegung“; Art aber Fair (Kunst in der Großraumdisco); Aufzeichnungen aus dem Kellerloch (TV-Köche); „Werbung“                                                                   |
| 4.    | 27. Okt. 2011    | Nora Tschirner, Achim Mentzel, Oliver Kalkofe und Dick Brave & The Backbeats | Mini Moustache             | Zu Beginn kurzer Einspieler im Stile von Kalkofes Mattscheibe; „Floko Silberscheidt“; Erotik aus Deutschland mit Olli Schulz (Huldigung an Udo Jürgens); (Relativ) Echter Journalismus: „Klaas, die Linke & die Drogen“ |
| 5.    | 3. Nov. 2011     | Smudo, Michael Wigge und Knorkator                                           | EMMA6                      | Wenn ich Sie wäre Teil 1 und 2 auf der „Aktiv im Alter“-Messe; Aufzeichnungen aus dem Kellerloch (Bauer sucht Frau); Palina als „Showtrojaner“                                                                          |
| 6.    | 10. Nov. 2011    | Wolfgang Lippert, Josef Hader und Kasabian                                   | Captain Capa               | Intro im „Wetten, dass..?-Stil“; The Kerkeling Impact; „We told Joko and Klaas“; Erotik aus Deutschland mit Olli Schulz; Violetta Violence; „Gebührengelder verschleudern“ (Jedi-Ausbildung)                            |
| 7.    | 17. Nov. 2011    | Nina Hagen, Axel Prahl und Foster the People                                 | Minni the Moocher          | Bis einer heult (Gruselspezial); „Neo Klaas – V-Mann“; „Bloody Mary“; Aufzeichnungen aus dem Kellerloch (TV-Experten)                                                                                                   |
| 8.    | 24. Nov. 2011    | Max Giermann, Manuel Möglich und Bonaparte                                   | Requital                   | Echter Journalismus: „Mitteextremismus“; Erotik aus Deutschland mit Olli Schulz; Aufzeichnungen aus dem Kellerloch (C-Promis); „Werbung“                                                                                |
| 9.    | 1. Dez. 2011     | Peter Maffay, Mandy Capristo, Jan Böhmermann und K.I.Z                       | Cro                        | „BungaBunga-Party“ mit Olli Schulz und Joko |
| 10.   | 8. Dez. 2011     | Detlev Buck, Bjarne Mädel und Sean Paul                                      | Hochtirol                  | Bis einer heult Politisch (Stehen, damit es weiter geht); Werbung |
| 11.   | 15. Dez. 2011    | Scooter und Samy Deluxe                                                      | Deathjocks                 | Stehen, damit es weiter geht mit Nora Tschirner und Joko, Aufzeichnungen aus dem Kellerloch (Scripted Reality), Die heute-Nachrichten werden jünger, Simon Gosejohann im Schrank mit Klaas                              |
| 12.   | 22. Dez. 2011    | Rolf Eden, Serdar Somuncu und Palina Rojinski                                | Andre „The Player“ Jackson | Palina: Weltuntergang, Stehen, damit es weiter geht, „Der Heufer“, Inkasso Paradise, Erotik aus Deutschland mit Olli Schulz                                                                                             |
| 13.   | 29. Dez. 2011    | Sido, B-Tight, Christian Ulmen, Olli Schulz und Palina Rojinski              |                            | Silvesterpecial: Best of NeoParadise 2011, Best of Werbung, Max Raabe und das Palast Orchester, Katrin Bauerfeind und Bjarne Mädel als Partycrasher, Erotik aus Deutschland Spezial (als Internetvideo nachgereicht)    |

| Folge | Erstausstrahlung | Gäste                                                                            | Schrank-Band               | Sonstiges |
| ----- | ---------------- | -------------------------------------------------------------------------------- | -------------------------- | --- |
| 14.   | 12. Jan. 2012    | Stefan Niggemeier, Das Bo und Die Sterne                                         | Off The Hook               | Wenn ich Sie wäre (Schönheitsklinik), Aufzeichnungen aus dem Kellerloch (Casting-Shows), Erotik aus Deutschland |
| 15.   | 19. Jan. 2012    | Rea Garvey, Mathieu Carrière und Kraftklub                                       | Wilhelm Tell Me            | Bis einer heult (Strandsaisoneröffnung in Friedrichshagen) |
| 16.   | 26. Jan. 2012    | Sarah Kuttner, Miss Piggy und Marlon Roudette                                    | You Say France & I Whistle | Durch die Nacht mit... Joachim C. Winterscheidt liest Generation Wir |
| 17.   | 2. Feb. 2012     | Hellmuth Karasek, Ben Tewaag und Gisbert zu Knyphausen                           | Budzillus                  | Wenn ich Sie wäre (Berliner U-Bahn), Erotik aus Deutschland |
| 18.   | 9. Feb. 2012     | Simon Krätschmer, Daniel Budiman, Benjamin von Stuckrad-Barre und Kettcar        | Susanne Blech              | Rubriken, die es aus unerfindlichen Gründen nie in die Sendung geschafft haben, Violettas Visionen, Uncoole Dinge in Superzeitlupe                                                                                             |
| 19.   | 16. Feb. 2012    | Hugo Egon Balder, Michael Kessler                                                | Red Tape Parade            | Meine 1000 Talente; Uncoole Dinge in Superzeitlupe; Charles Schulzkowski am roten Teppich; Aufzeichnungen aus dem Kellerloch (Der Bachelor)                                                                                    |
| 20.   | 23. Feb. 2012    | Charlotte Roche, Jan Böhmermann, Thorsten Eppert und Kool Savas                  | Thorns of Cognition        | neoParadise feminin, Erotik aus Deutschland mit Olli Schulz (Bodybuilder), Bis einer heult (Laufen) |
| 21.   | 1. März 2012     | Jorge Gonzalez, Dennis Gansel, Max Riemelt und Olli Schulz                       | Ya-Ha!                     | Klaas’ neue Kleider, Landlord Klaas, Die Mär vom kleinen Lord, Sexobjekt Joko Winterscheidt, Aufzeichnungen aus dem Kellerloch (Berlin – Tag & Nacht), Boris Becker bei Twitter                                                |
| 22.   | 8. März 2012     | Elyas M’Barek, Evil Jared Hasselhoff und Caligola                                | Rockstah                   | Spendensammlung für Christian Wulff, Sexobjekt Joko bei Ulrich Meyer, Boris Becker bei Twitter, Erotik aus Deutschland mit Olli Schulz                                                                                         |
| 23.   | 15. März 2012    | Jürgen von der Lippe, Gero von Boehm und MIA.                                    | Everlaunch                 | Walk Off the Earth spielen Somebody That I Used to Know mit der NeoParadise-Crew, Welt verbessern wie Kony 2012, Palina Power in Toxic! Atomic! Plungers! Aufzeichnungen aus dem Kellerloch (Günther Jauch)                    |
| 24.   | 22. März 2012    | Anne Will, Tim Mälzer und Gary                                                   | Popperklopper              | Buddytag mit Joko und Olli Schulz, Buddytag mit Klaas und Violetta |
| 25.   | 29. März 2012    | Christine Theiss, Turntablerocker und Rival Sons                                 | Coup d’etat                | Palina sammelt Promi-Spucke beim Echo, Wünsche die du niemals hattest (neoParadise@home) |
| 26.   | 5. Apr. 2012     | Natalie Horler, Paul van Dyk und Blood Red Shoes                                 | Hasenscheisse              | Auferstehen, damit es weitergeht, Charles Schulzkowski auf der Tourismusbörse |
| 27.   | 12. Apr. 2012    | Werner Schulze-Erdel, Frank Plasberg und Michael Kiwanuka                        | Trackshittaz               | Einladung zum Schildkrötentag, Undercover Klaus, Aufzeichnungen aus dem Kellerloch (Preisverleihungen) |
| 28.   | 19. Apr. 2012    | Anke Engelke, Silbermond und Donots                                              | Phrasenmäher               | Fake-TV bei neoParadise?, Einladung zum Schildkrötentag (2), Aufzeichnungen aus dem Kellerloch (Spartenkanäle) |
| 29.   | 26. Apr. 2012    | Reiner Calmund, Herbert Feuerstein und Hot Water Music                           | Red City Radio             | Wünsche die du niemals hattest (Fernsehstar als Messie), Vorstellung Sven Gewalt |
| 30.   | 3. Mai 2012      | Jon Flemming Olsen & Volker Erbert, Jörg Thadeusz und Frittenbude                | Academic Six               | Profi-Tipps für TV-Beiträge: Straßeninterviews, Besoffenen-Dingsda, Aufzeichnungen aus dem Kellerloch (Wetterbericht) |
| 31.   | 10. Mai 2012     | Mickie Krause, Der König tanzt und Super700                                      | Final Prayer               | Bis Olli heult, Buddy-Tag hoch 3: Heidepark Soltau (Teil 1+2) |
| 32.   | 17. Mai 2012     | Wolfgang Bahro, Oliver Welke und Lagwagon                                        | The Love Crime             | Buddy-Tag hoch 3: Heidepark Soltau (Teil 3), Aufzeichnungen aus dem Kellerloch (Fußball) |
| 33.   | 24. Mai 2012     | Ulrich Meyer, Katharina Thalbach und Atari Teenage Riot                          | Prinz Pi                   | Was bisher geschah..., Buddy-Tag hoch 3: Heidepark Soltau (Finale) |
| 34.   | 13. Juli 2012    | Mark Benecke, Jörg Buttgereit und Kreator                                        | Bonsai Kitten              | Quiz-Bizzar (Teil 1+2) |
| 35.   | 13. Sep. 2012    | Markus Kavka und Nelly Furtado                                                   | I Heart Sharks             | Showlympiade gegen Sat.1-Frühstücksfernsehen |
| 36.   | 20. Sep. 2012    | Lars Eidinger, Titus Dittmann und Get Well Soon                                  | Ahzumjot                   | Olli Schulz beim Schildkrötentag, Wetten, dass..? (Sven Gewalt balanciert einen VW-Transporter) |
| 37.   | 27. Sep. 2012    | Til Schweiger, Moritz Bleibtreu, Philip Simon und Marteria, Yasha & Miss Platnum | The Haverbrook Disaster    | Beerdigung von Sven Gewalt, 360°-Comedian Klaas Heufer-Umlauf im Comedy-Bus |
| 38.   | 4. Okt. 2012 1   | Dirk Bach, Ben Becker und Cro                                                    | Tomas Tulpe                | Fight Club mit Cro, Wenn ich Sie wäre auf der IFA, Werbung |
| 39.   | 11. Okt. 2012    | Oliver Kalkofe, Frank Elstner und Skunk Anansie                                  | Left Boy                   | Werbung (Pups-Spray für Unterhaltungsshows), Buddytag (Olli und Joko beim Campen), Aufzeichnungen aus dem Kellerloch (Wetten, dass..?)                                                                                         |
| 40.   | 18. Okt. 2012    | Max Giermann, Micky Beisenherz und Maxïmo Park                                   | Dazzle                     | Bis einer heult (Baking Fat), Erotik aus Deutschland mit Olli Schulz |
| 41.   | 25. Okt. 2012    | Karl Dall, Detlev Buck, Albrecht Schuch und Royal Republic                       | Marathonmann               | Erotik aus Deutschland Spezial (Pickup Artist), Aufzeichnungen aus dem Kellerloch (The Voice of Germany), Besonderheiten: Die Vorschau zur Sendung wurde mit einem Schülerpraktianten gedreht, Moneyboy hat einen Kurzauftritt |
| 42.   | 8. Nov. 2012     | Eckart von Hirschhausen, Fraktus und Brian Fallon                                | Schwesta Ewa               | Filmklassiker Tag & Nacht (Drei Komma Fünf), Drogen-Dingsda, Erotik aus Deutschland, Aufzeichnungen aus dem Kellerloch (Die Geissens – Eine schrecklich glamouröse Familie)                                                    |
| 43.   | 15. Nov. 2012    | Dieter Moor, Travis Pastrana und Kendrick Lamar                                  | Johnny On-The-Spot         | Buddy Tag & Nacht (Übernachten bei Olli) |
| 44.   | 22. Nov. 2012    | Gunter Gabriel, Joscha Sauer und Two Gallants                                    | Hell & Back                | Rubriken, die es aus unerfindlichen Gründen leider nicht in die Sendung geschafft haben, Filmklassiker Tag & Nacht (The Dark Knight light), Erotik aus Deutschland                                                             |
| 45.   | 29. Nov. 2012    | H. P. Baxxter, Harry Wijnvoord und Mad Caddies                                   | Love A                     | Werbung (Weihnachten mit Joko & Klaas), Wenn ich Sie wäre (Berlin), Erotik aus Deutschland |
| 46.   | 6. Dez. 2012     | Ina Müller, Sido und Slime                                                       | Idle Class                 | Wenn ich Sie wäre (Der Architekt) Wenn ich Sie wäre (Berlin, Teil 2) |
| 47.   | 13. Dez. 2012    | Ranga Yogeshwar, MC Rene und The Other                                           | Kapelle Petra              | Violettas Geburtstag, Die Violetta Story (E.T.-Parodie), Violetta will's wissen (Interview mit Money Boy) |
| 48.   | 20. Dez. 2012 2  | Florian David Fitz, Milan Peschel und Turbostaat                                 | Empty Handed               | Violetta will's wissen (Interview mit H. P. Baxxter), Weihnachtsrangelei, Erotik aus Deutschland, Pornopantomime |
| 49.   | 31. Dez. 2012    | Kai Ebel, Serdar Somuncu, Jan Böhmermann und Prag                                | Berliner Kneipenchor       | History (Rückblick auf Showlympiade) |

| Folge | Erstausstrahlung | Gäste                                           | Schrank-Band     | Sonstiges |
| ----- | ---------------- | ----------------------------------------------- | ---------------- | --- |
| 50.   | 10. Jan. 2013    | Matthias Schweighöfer, Guido Knopp und Rita Ora | Gerard           | Bis einer heult (Eingipsen, Teil 1), Erotik aus Deutschland, Jesse Hughes im Schrank mit Joko                                                          |
| 51.   | 17. Jan. 2013    | Steven Gätjen, Oliver Kahn und Biffy Clyro      | De fofftig Penns | Bis einer heult (Eingipsen, Teil 2+3), Erotik aus Deutschland, Aufzeichnungen aus dem Kellerloch                                                       |
| 52.   | 24. Jan. 2013    | Olli Schulz                                     | —                | Die 10 schönsten neoParadise-Momente Deutschlands, Zuschauerfragen, Erotik aus Deutschland – behind the scenes, Die größten Ausraster, Finale (Rewind) |